# Simiolus
Simiolus es un género extinto de primates catarrinos que vivieron durante el Mioceno hace aproximadamente entre 13,7 y 17,5 millones de años. La especie tipo del género S. enjiessi fue descrita por M.G. Leakey y R.E. Leakey en 1987, la cual existió durante el Mioceno en Kenia. Otra especie, S. andrewsi, del Mioceno medio de Kenia, fue descrita por Harrison en 2010.

## Especies
- Simiolus andrewsi Harrison, 2010
- Simiolus cheptumoae Pickford & Kunimatsu, 2005
- Simiolus enjiessi Leakey & Leakey, 1987 (especie tipo)